# Ghassoul
Ghassoul è un comune dell'Algeria, situato nella provincia di El Bayadh.
È famosa per dare il nome al tradizionale cosmetico a base di argilla gialla, più correttamente chiamato Rhassoul estratto nelle vicine Montagne dell'Atlante.